# 旭川市立千代田小学校
旭川市立千代田小学校（あさひかわしりつ ちよだしょうがっこう）は、北海道旭川市にある公立小学校。所在地は旭川市東光8条3丁目1-23。2022年8月現在の児童数は444人（19学級）。

## 概要
- 1964年11月1日に創立。校名は、当時同校の付近に広がっていた水田が「千代田」と呼ばれていたことに由来する。
- 校舎の形状は、1、2年生の教室をのぞいて、学年ごとにユニットが分かれた特殊な形態をとっている。そのため通常の学校では2箇所以上ある教室の出入り口が構造上一箇所しかないため、非常時の脱出に不利である。また、体育館も八角形という特殊な形となっている[1]。

## 沿革
- 1964年（昭和39年）
  - 10月16日 - 校舎第1期工事完成。
  - 11月25日 - 東町小学校より、児童419名が移動。
- 1965年（昭和40年）11月16日 - 開校1周年記念式典挙行。
- 1967年（昭和42年）
  - 8月28日 - 千代田市民プール完成。
  - 11月3日 - 校旗制定。校旗は、PTAより寄贈された。
- 1968年（昭和43年）11月23日 - 校舎第5期工事と体育館工事完成。校舎5周年記念式典挙行。
- 1971年（昭和46年）
  - 1月20日 - 東栄小学校開校に伴い、児童209名と職員5名が移籍。
  - 10月6日 - 開校10周年記念式典挙行。
- 1976年（昭和51年）
  - 1月19日 - 東光小学校開校により、第5学年以下304名が移籍。
  - 4月5日 - 通学区調整により、東町小学校へ児童32名が移籍。
- 1980年（昭和55年）3月1日 - 同窓会結成総会開催。
- 1983年（昭和58年）10月28日 - 開校20周年記念式典挙行。
- 1986年（昭和61年）7月16日 - 屋根付きプール完成。
- 1992年（平成4年）6月3日 - 生活科室設置、整備完了。
- 1993年（平成5年）7月22日 - 第1期大規模改修工事開始。
- 1994年（平成6年）10月16日 - 開校30周年記念式典挙行し、祝賀会開催。
- 1996年（平成8年）
  - 7月4日 - 第4期大規模改修工事開始。
  - 11月17日 - 校舎大規模改修落成記念学芸会開催。
- 1997年（平成9年）6月1日 - ボランティア推進校指定され、ボランティアクリーンデー開始。
- 2004年（平成16年）6月28日 - 開校40周年記念全校集合写真撮影。
- 2009年（平成21年）6月1日 - 第二留守家庭児童会開設。
- 2010年（平成22年）4月1日 - たんぽぽ学級（自閉症・情緒障害学級）2学級開設。
- 2011年（平成23年）
  - 3月1日 - パソコン室のパソコン更新。
  - 4月1日 - あおぞら学級（肢体不自由学級）開設。
  - 8月1日 - セキュリティー強化対策として、職員玄関オートロック化と防犯カメラ設置。
- 2014年（平成26年）
  - 4月1日 - はばたき学級（病弱学級）開設。
  - 11月21日 - 開校50周年記念式典挙行。
- 2016年（平成28年）8月17日 - 全教室にプロジェクター設置。
- 2017年（平成29年）
  - 4月1日 - 東光13条3丁目～東光16条丁目までを学区域とする通学路変更。
  - 8月1日 - パソコン更新。
- 2018年（平成30年）
  - 4月1日 - 東光3条3丁目～東光6条4丁目までを学区域とする通学路変更。
  - 7月1日 - 図書寄贈により「千代文庫」開設
- 2019年（平成31年）4月1日 - つくし学級（弱視学級）開設。
- 2020年（令和2年）4月1日 - あおぞら学級（肢体不自由学級）開設。
- 2021年（令和3年）
  - 2月15日 - 1人1台タブレット端末導入。
  - 2月22日 - 体育館前児童トイレ洋式化（2基）。

## 教育目標
- 「未来をかしこく 心豊かに たくましく生き抜く子どもを育てる」
- 教育目標とは別に、年度毎の重点目標も設定されている。

## 児童数
2022年（令和4年）8月時点
| 学年 | 1年 | 2年 | 3年 | 4年 | 5年 | 6年 | 特別支援学級      | 特別支援学級      | 特別支援学級      | 特別支援学級    | 特別支援学級      | 合計 |
| ---- | --- | --- | --- | --- | --- | --- | ----------------- | ----------------- | ----------------- | --------------- | ----------------- | ---- |
| 学年 | 1年 | 2年 | 3年 | 4年 | 5年 | 6年 | ひまわり （知的） | たんぽぽ （情緒） | はばたき （病弱） | つくし （弱視） | あおぞら （肢体） | 合計 |
| 学級 | 3   | 3   | 2   | 2   | 2   | 2   | 1 （2組）         | 1 （5組）         | 1                 | 1               | 1                 | 19   |
| 児童 | 79  | 71  | 61  | 66  | 74  | 63  | 11                | 36                | 1                 | 1               | 1                 | 444  |

## 通学区域と進学先中学校
出典

### 通学区域
- 東光3条（3丁目）
- 東光4条（1丁目～4丁目）
- 東光5条（1丁目～4丁目）
- 東光6条（1丁目～4丁目）
- 東光7条（1丁目～4丁目）
- 東光8条（1丁目～4丁目）
- 東光9条（1丁目～4丁目）
- 東光10条（1丁目～4丁目）
- 東光11条（1丁目～4丁目）
- 東光12条（1丁目～3丁目）
- 東光13条（1丁目～3丁目）
- 東光14条（1丁目～3丁目）
- 東光15条（2丁目・3丁目）
- 東光16条（3丁目）

### 進学先中学校
- 旭川市立東光中学校

## 周辺
- 旭川市立東光中学校 - 旭川市道をはさんで敷地が隣接
- 東光クリニック
- 東光公民館
- 旭川東光郵便局
- 東光旭東公園

## アクセス
- 旭川電気軌道バス「東光・曙線」で、「東光11条3丁目」バス停下車後、徒歩約370m・約6分。